# 李楫 (弘治進士)
李楫 （1478年—？年），字濟之，直隸安慶府懷寧縣人，民籍，明朝政治人物。

## 生平
弘治十七年（1504年）甲子科應天府鄉試第六十九名舉人。弘治十八年（1505年）聯捷乙丑科會試第一百六十三名，三甲第一百六十八名進士。授推官，正德七年（1512年）五月选授山东道試監察御史，十年四月考察降职，十三年任江西泰和县知县，以平朱宸濠功，升宁波府同知，十六年正月升广西按察司佥事。嘉靖元年（1522年）三月升贵州布政司右参议。

## 家族
曾祖李良，良醫正；祖父李昇，贈醫正和贈太僕寺丞；父李璉，前知府。前母徐氏（贈安人）；母耿氏（贈安人）。